# (10443) van der Pol
(10443) van der Pol es un asteroide perteneciente al cinturón de asteroides, descubierto el 29 de septiembre de 1973 por Cornelis Johannes van Houten en conjunto a su esposa también astrónoma Ingrid van Houten-Groeneveld y el astrónomo Tom Gehrels desde el Observatorio del Monte Palomar, Estados Unidos.

## Designación y nombre
Designado provisionalmente como 1045 T-2. Fue nombrado van der Pol en honor al físico y matemático holandés Balthasar van der Pol conocido por la ecuación diferencial de segundo orden utilizada para resolver los problemas de auto-oscilante dentro de las ondas eléctricas. Aunque su descubrimiento más conocido es quizás el de frecuencia de modulación para la radio.

## Características orbitales
van der Pol está situado a una distancia media del Sol de 2,270 ua, pudiendo alejarse hasta 2,591 ua y acercarse hasta 1,948 ua. Su excentricidad es 0,141 y la inclinación orbital 7,837 grados. Emplea 1249 días en completar una órbita alrededor del Sol.

## Características físicas
La magnitud absoluta de van der Pol es 14,1. Tiene 3,442 km de diámetro y su albedo se estima en 0,494.